# Journal of Gender Studies
O Journal of Gender Studies é um importante periódico britânico revisado por pares para estudos interdisciplinares de gênero, publicado pela Routledge. É publicado desde 1991 e publica artigos relacionados ao gênero a partir de uma perspectiva feminista, abrangendo uma ampla gama de disciplinas. Tem como objetivo criar um diálogo entre os diferentes campos acadêmicos que se envolvem com ideias e teorias de gênero.
De acordo com o Journal Citation Reports, seu fator de impacto para 2020 é de 2.539.